# Lily Chitty
Lily Frances "Lal" Chitty, OBE , FSA (20 de marzo de 1893 – 8 de febrero de 1979) fue una arqueóloga y académica independiente, especializada en la arqueología prehistórica de Gales y el oeste de Inglaterra . Ha sido descrita como una de las "pioneras en el mapeo de datos arqueológicos". 

## Temprana edad y educación
Chitty nació el 20 de marzo de 1893 en Lewdown, Devon, Inglaterra.  Era la hija mayor del reverendo James Charles Martin Chitty (1865-1938) y Gwen Ethlin Georgiana Chitty ( de soltera Jones; 1861-1933). Uno de sus dos hermanos menores era el arqueólogo y sacerdote Derwas Chitty .  En 1899, James Chitty fue nombrado rector de Hanwood, por lo que la familia se mudó a Shropshire .   Fue educada en casa,  antes de asistir a la Escuela de Arte de Shrewsbury entre 1910 y 1915. 

## Carrera
Chitty tenía la intención de continuar sus estudios artísticos, pero optó por formarse como secretaria para contribuir al esfuerzo bélico durante la Primera Guerra Mundial .   Luego trabajó en la Oficina General de Correos de Londres durante un corto período de tiempo, antes de servir como miembro del Ejército Terrestre de Mujeres en su condado natal de Shropshire durante el resto de la guerra.  El Ejército Terrestre de Mujeres era una organización civil creada para que las mujeres, apodadas las "Niñas de la Tierra", pudieran reemplazar a los hombres que trabajaban en las granjas y que habían sido llamados al servicio militar. Después del final de la guerra, Chitty regresó a la casa familiar. Su padre fue nombrado rector de Yockleton, también en Shropshire, en 1920. Durante este tiempo desarrolló su interés por la arqueología y particularmente por los artefactos prehistóricos . En 1924, fue nombrada corresponsal honoraria de arqueología de Ordnance Survey en Shropshire. En 1926, también se convirtió en el contacto local de la Junta de Monumentos Antiguos . Habiendo conocido a Harold Peake, durante 1927 se le asignó la tarea de "dibujar instrumentos de bronce para la Asociación Británica ".  Por esta época, comenzó a crear un índice analítico de "revistas arqueológicas nacionales y locales y otra literatura"; esto se convertiría en una base de datos importante para arqueólogos y estudiantes profesionales.  Su formación artística hizo que Cyril Fox le encargara dibujar los mapas de su libro La personalidad de Gran Bretaña (1935);  sin embargo, estos no fueron reconocidos como su trabajo hasta la tercera edición que se publicó en 1938. En 1938, el padre de Chitty murió y ella se mudó con su hermano, Derwas Chitty, quien era el entonces rector de Upton, Berkshire .  Ella manejó su casa hasta que se casó con la también arqueóloga Mary Kitson Clark en 1943.  Luego se mudó sola y regresó a la casa de la familia en Pontesbury, Shropshire.  Una vez más se convirtió en la experta arqueológica local, habiendo sido nombrada "Corresponsal Jefe del Departamento de Monumentos Antiguos de Shropshire".   Ella "dibujó artefactos, investigó y cartografió sitios de hallazgos, publicó informes y ayudó a mejorar las colecciones de los museos locales".  También recurrió una vez más a la indexación y la Asociación Arqueológica del Cámbrico le pidió que lo hiciera para su Archaeologia Cambrensis .  Publicado en 1964, el índice ha sido descrito como el "mejor índice para esta publicación en particular". Además de los índices que produjo, Chitty escribió y publicó 146 artículos en revistas académicas . Se trataba principalmente de informes de artefactos sobre objetos individuales, pero también amplió las primeras publicaciones incompletas o incorrectas sobre tesoros de la Edad del Bronce .

## Vida posterior
En la vejez, Chitty mantuvo su interés por la arqueología y asistió a muchas de las actividades (incluidas conferencias y excursiones) de las sociedades científicas de las que era miembro. Enfermó debido a hipotermia en enero de 1979 y murió el 8 de febrero de 1979 en Hillside Rest Home, Church Stretton, Shropshire. Está enterrada en el cementerio de Pontesbury en Shropshire. 

## Honores
En 1939, Chitty fue elegido miembro de la Sociedad de Anticuarios de Londres (FSA).  En 1957, la Universidad de Gales le otorgó una Maestría honoraria en Artes (MA).  En los Honores de Año Nuevo de 1956, fue nombrada Oficial de la Orden del Imperio Británico (OBE) en reconocimiento a su trabajo como "Corresponsal Jefe del Departamento de Monumentos Antiguos de Shropshire". En 1972 se publicó un Festschrift en honor a Chitty.  Se tituló El hombre prehistórico en Gales y Occidente: ensayos en honor a Lily F. Chitty y fue editado por Frances Lynch y Colin B. Burgess.  Los contribuyentes incluyeron a WF Grimes, FW Shotton y Richard JC Atkinson . 

## Trabajos seleccionados
- Chitty, LF (1925). "Tres instrumentos de bronce de Edgebold Brickyard, Meole Brace, Shropshire". El diario de anticuarios, 5(04), 409–414.
- Chitty, LF (1936). "Palstaves de una sola cara en Portugal e Irlanda". Actas de la Sociedad Prehistórica (Nueva Serie), 2(1–2), 236–238.
- Varley, WJ, Jackson, JW y Chitty, LF (1940). Cheshire prehistórico (No. 1). Consejo comunitario rural de Cheshire.
- Chitty, LF y Lily, F. (1963). "The Clun-Clee Ridgeway: un sendero prehistórico que cruza el sur de Shropshire", en Cultura y medio ambiente: ensayos en hora de Sir Cyril Fox .